# Bodenwasser

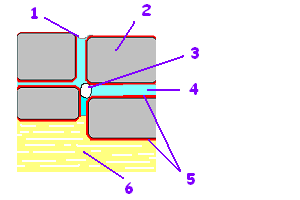
Bodenwasser:
(1) tragender Meniskus
(2) Bodenpartikel
(3) Luftbläschen im Kapillarwasser
(4) Kapillarwasser
(5) Adsorptionswasser
(6) Grund- oder Stauwasser

Bodenwasser ist das gesamte im Boden vorhandene Wasser mit Ausnahme des Kristallwassers der Bodenminerale.
Das Bodenwasser wird gravimetrisch (wiegen) durch Trocknung des Bodens bei 105 °C ermittelt.
Das nach der Trocknung verbleibende Kristallwasser wird der festen Bodenmasse zugerechnet.
Man unterscheidet im Porenraum des Bodens frei bewegliches Wasser (Sickerwasser), entgegen der Schwerkraft in den Poren festgehaltenes Haftwasser (Kapillarwasser, Adsorptionswasser) sowie das durch einen Stauhorizont oberhalb 1,3 m Bodentiefe an der Versickerung gehinderte Stauwasser.

## Bodenwasser
Wasser ist ein wesentlicher Bestandteil von Böden. Nur der wasserhaltige Boden ist in der Lage, chemisch zu verwittern, den Pflanzenwurzeln Nährstoffe in gelöster Form bereitzustellen und organische Masse hervorzubringen. Kulturmaßnahmen können innerhalb eines naturgegebenen Rahmens den Wasserhaushalt beeinflussen und ihn den Bedürfnissen der Kulturpflanzen anpassen. Weil das Bodenwasser am Wasserkreislauf in der Landschaft teilnimmt, sind dabei Auswirkungen auf das Grundwasser und Oberflächenwasser zu berücksichtigen.

## Kenngrößen
Niederschläge, die auf den Boden fallen, laufen entweder als Oberflächenwasser ab oder versickern. Einen Teil des Sickerwassers hält der Boden gegen die Schwerkraft als Haftwasser fest. Haftwasser umgibt die Bodenteilchen als mikroskopisch dünne Hüllen (Adsorptionswasser) und füllt das Netz der feineren Poren im Boden (Kapillarwasser). Die Wassermenge, die ein Boden gegen die Schwerkraft festhalten kann, nennt man Feldkapazität. Das Sickerwasser erreicht vor allem durch das System der gröberen Poren früher oder später das Grundwasser. Im Grundwasser sind alle Poren ständig mit Wasser ausgefüllt. Wird das Versickern durch wasserstauende Schichten in geringer Tiefe behindert, so bildet sich Stauwasser. Pflanzen decken ihren Wasserbedarf aus dem Haftwasser oder dem kapillar aufsteigendem Grund- oder Stauwasser. Sie können jedoch nur den Teil des Haftwassers nutzen, den ihre Wurzeln mit ihren Saugkräften dem Boden entreißen können. Diesen Anteil nennt man nutzbare Feldkapazität (nFK). Sie umfasst das Bodenwasser in den Mittelporen (0,0002–0,01 mm Ø) und den langsam dränenden Grobporen (0,01–0,05 mm Ø). Der in den Feinporen (Ø kleiner als 0,0002 mm) gebundene, für Kulturpflanzen nicht mehr pflanzenverfügbare Anteil heißt Totwasser. Der Wassergehalt des Bodens, bei dem das gesamte pflanzenverfügbare Wasser aufgebraucht ist und die Pflanzen zu vertrocknen beginnen, wird permanenter Welkepunkt genannt. Er ist eine für jeden Boden charakteristische Größe. Das Wasser, das im Wurzelraum als nutzbare Feldkapazität den Kulturpflanzen zur Verfügung steht, kann man wie beim Niederschlag in mm oder l/m² angeben.

## Wasserbewegung im Boden

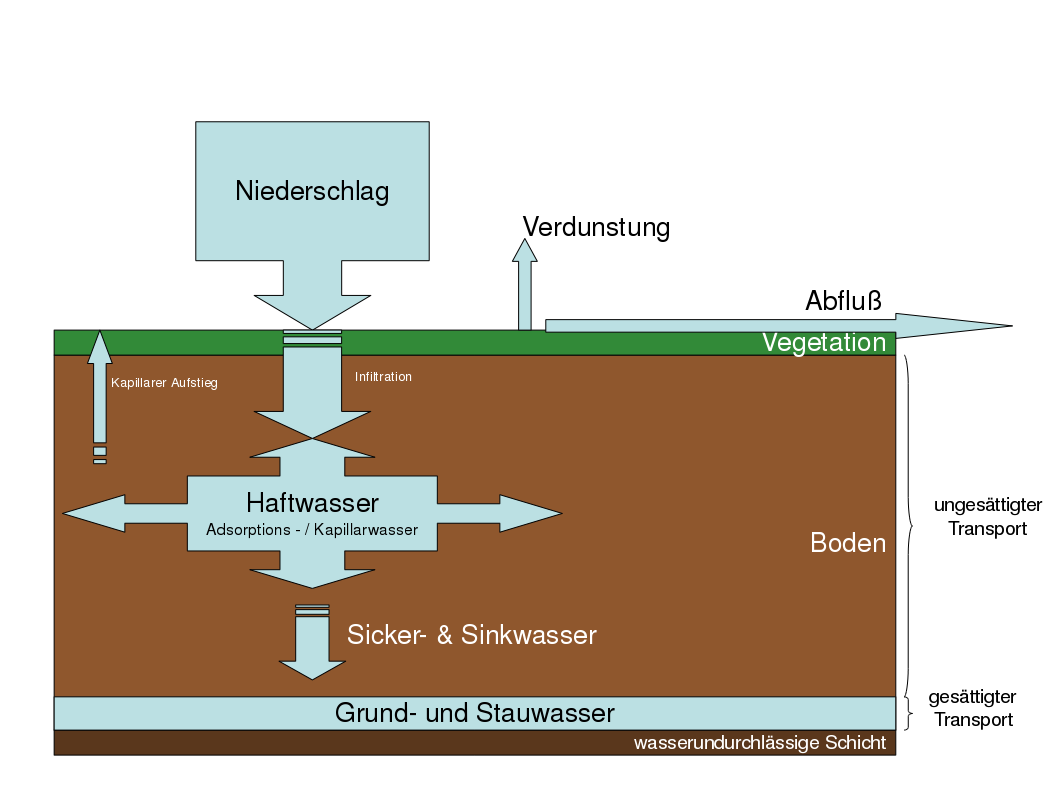
Bodenwasserkreislauf

Regnet es auf trockenen Boden, so kann sich der Boden zunächst bis zu seiner Feldkapazität sättigen. Voraussetzung ist,
- dass die Bodenoberfläche vor dem Aufprall der Regentropfen durch Bewuchs oder Mulch soweit geschützt ist, dass es nicht zur Verschlämmung und damit zur Versiegelung der Poren an der Bodenoberfläche kommt,
- dass in den Boden eingedrungenes Wasser nicht durch schadverdichtete Bodenschichten (z. B. undurchlässige Pflugsohlen) am Versickern gehindert wird.

Geeignete Bodenkulturmaßnahmen tragen dazu bei, dass Niederschläge auch tatsächlich versickern können. Bei Verschlämmung und Verdichtung der Oberfläche geht oberflächig ablaufendes Niederschlagswasser den Pflanzen verloren und kann zu Bodenzerstörung durch Erosion und zu Überschwemmungen in den Talauen führen. Wenn der Wurzelraum mit Wasser aufgefüllt ist, versickert Wasser in tiefere Schichten und trägt dann zur Grundwasserneubildung bei. Bei starken Niederschlägen kann ein Teil des Niederschlagswassers über durchgängige Makroporen, das sind Gänge von Bodentieren, Wurzelröhren oder Risse im Boden, versickern, bevor der Bodenspeicher aufgefüllt ist. Dieser Makroporenfluss endet jedoch in der Regel in einer Tiefe, die von den Pflanzenwurzeln noch zu erreichen ist. Voraussetzung für die Wasserwegsamkeit von Böden ist ein durchgehendes Netz von Poren ausreichender Größe (Porenkontinuität). Schroffer Porengrößenwechsel, wie er z. B. zwischen grob bearbeiteter Krume und gewachsenem Unterboden auftritt, behindert die Versickerung. Dieser Wechsel kann nach Niederschlägen zu vorübergehender Übernässung und Nichtbefahrbarkeit führen. Die gleiche Erscheinung tritt auf, wenn feinporige Schichten (z. B. Lehm) über grobporigen (z. B. Kies) liegen, weil das von Mittelporen geprägte Porensystem der Lehmschicht keinen Anschluss an das Grobporensystem der Kiesschicht findet.

### Wasserbewegung im gesättigten Zustand
Vor allem in der Kulturtechnik spielt die Wasserdurchlässigkeit im gesättigten Zustand eine entscheidende Rolle für die Beurteilung der Notwendigkeit, der Art und der Erfolgsaussichten einer Dränung sowie der Bemessung von Dränabständen und -tiefen. Hohe Durchlässigkeit im gesättigten Zustand besitzen Böden mit hohem Grobporenanteil, wie z. B. Sandböden, gut strukturierte Mineralböden mit hohem Regenwurmbesatz und wenig zersetzte Moorböden.

### Wasserbewegung im ungesättigten Zustand
Die Wasserbewegung im ungesättigten Zustand erfolgt umso langsamer, je trockener der Boden ist, d. h. je geringer der Durchmesser der wassererfüllten Poren wird. In Lößböden bewegt sich Sickerwasser unterhalb des Wurzelraumes in den Mittelporen und den langsam dränenden Grobporen pro Jahr um einige Dezimeter bis zu einem Meter in Richtung Grundwasser, wenn die Wasserbilanz positiv ist. Trocknet der Boden aus, können die kapillaren Poren Wasser aus feuchteren oder wassererfüllten Bodenschichten auch gegen die Schwerkraft ansaugen. Schnelligkeit und maximale Höhe des kapillaren Wasseraufstieges sind in erster Linie von der Korngrößenzusammensetzung des Bodens abhängig. Wassermengen von 5 l/m² pro Tag steigen in unverdichteten Schluffböden bis zu 85 cm, in Grobsand- und Tonböden nur ca. 20–30 cm über den Grundwasserspiegel an. Voraussetzung dafür ist Porenkontinuität.

## Wasserhaushalt
Der Wassergehalt des Bodens ändert sich ständig. Auf der Einnahmenseite stehen die Niederschläge, unter besonderen Bedingungen Hang- und Grundwasserzuzug. Auf der Ausgabenseite stehen Abfluss, Versickerung, Evaporation und Verdunstung. Der Boden wirkt in dieser Wasserhaushaltsgleichung als Puffer. Er kann Überschüsse auf der Einnahmenseite aufnehmen und speichern (etwa in Höhe der nFK) und Defizite damit ausgleichen. Im Laufe des Winters sättigen sich die Böden im Allgemeinen bis zum Erreichen der Feldkapazität. Mit dem Erwärmen und Einsetzen des Pflanzenwachstums im Frühjahr beginnen die Böden von oben her abzutrocknen. Die Pflanzen schöpfen aus den Wasservorräten des Bodens. Wassermangelerscheinungen treten bereits lange vor Erreichen des Welkepunktes auf. In Beregnungsbetrieben wird deshalb meist schon mit der Beregnung begonnen, wenn die nFK unter 70 % abgesunken ist. Je weniger die in der Vegetationsperiode fallenden Niederschläge (hinsichtlich Menge und Verteilung) den Wasserbedarf der Pflanzen decken können, desto mehr entscheidet die nutzbare Feldkapazität über den Ertrag.

## Regelung des Wasserhaushalts
Ein erheblicher Anteil des Kulturlandes in Mitteleuropa wurde erst durch Meliorationsmaßnahmen nutzbar. An erster Stelle stand die Regelung der Wasserverhältnisse. Heute ist eine Intensivierung der landwirtschaftlichen Nutzung auf den verbliebenen Feuchtflächen für die Ernährungssicherung nicht mehr notwendig. Naturschutzbelange haben auf diesen Flächen Vorrang. Vorhandene Dränanlagen müssen jedoch gepflegt und bei Bedarf erneuert werden, wenn die Ertragsfähigkeit der Böden erhalten werden soll.

### Bodennässe
Bodennässe kann entweder durch Grundwasser oder durch Stauwasser bedingt sein. Zur Beseitigung von Grundnässe wird der Grundwasserspiegel abgesenkt. Bei staunassen Böden (Pseudogleye) zielt die Melioration darauf ab, das Stauwasser abzuleiten und die Wasserdurchlässigkeit und Wasserspeicherfähigkeit des Staukörpers zu erhöhen. Voraussetzung jeder Wasserableitung ist das Vorhandensein einer ausreichenden Vorflut (natürliche Gewässer, Gräben).

### Rohrdränung
Sie ist das gebräuchliche Verfahren zur Entwässerung grundwasservernässter Gleyböden. Ihr Ziel ist das Senken des Grundwasserspiegels auf eine Tiefe, die ein optimales Pflanzenwachstum ermöglicht. Für Ackerland liegt diese Tiefe bei etwa 80–120 cm, für Grünland bei etwa 40–80 cm. Die angestrebte Grundwasserabsenkung wird durch eine an die Durchlässigkeit des Bodens angepasste Dräntiefe und den entsprechenden Dränabstand erreicht. Bei durchlässigen Böden ist eine Dräntiefe von 1,0–1,2 m üblich, bei weniger durchlässigen Böden von 0,8–1,0 m. Bei flacher Dräntiefe muss enger gedränt werden, um die gleiche Wirkung zu erreichen wie bei tiefer liegenden Dränrohren. Der Grundwasserspiegel wölbt sich zwischen den Dränsträngen (Sauger) umso höher, je weniger wasserdurchlässig der Boden ist. Je höher der Staukörper liegt, desto enger muss der Dränabstand sein. Bei staunassen Böden liegen die undurchlässigen Schichten häufig so hoch, dass eine ausreichende Wasserabführung unwirtschaftlich enge Dränabstände erfordern würde. In diesen Fällen und in Böden mit schlechter Wasserdurchlässigkeit wird eine kombinierte Dränung durchgeführt, d. h. Rohrdränung in Kombination mit einer rohrlosen Maulwurfsdränung oder mit Tiefenlockerung.

### Rohrlose Dränung
Bei dieser Dränung wird ein Lockerungsschar mit Presskopf durch den Boden gezogen und formt dabei eine Röhre aus (Erddrän). Die Tiefe dieser Röhren beträgt etwa 60 cm, ihr Abstand ca. 2 m. Voraussetzung für die Ausformung und Erhaltung der Röhre ist ein ausreichend plastischer, tonreicher Boden. Die Funktionsfähigkeit der Röhren ist aber auch unter diesen Umständen begrenzt.

### Tiefenlockerung
Darunter versteht man das mechanische Aufbrechen dichter und wasserstauender Schichten des tieferen Unterbodens ab ca. 40 cm Tiefe. Für die Lockerungsmaßnahmen werden ein- und mehrarmige Geräte mit starren oder beweglichen Lockerungsscharen eingesetzt. Gängige Arbeitstiefen von 70–80 cm erfordern einen enormen Zugkraftbedarf. Um den gelockerten Boden zu stabilisieren, wird die Tiefenlockerung häufig mit einer Meliorationskalkung verbunden. Wegen des ungünstigen Kosten:Nutzen-Verhältnisses werden heute kaum noch Tiefenlockerungen durchgeführt.